# Gaesischia melanaspis
Gaesischia melanaspis är en biart som beskrevs av Urban 1968. Gaesischia melanaspis ingår i släktet Gaesischia och familjen långtungebin. Inga underarter finns listade i Catalogue of Life.